# GNU Archimedes
Pour les articles homonymes, voir Archimedes.
Archimedes est un logiciel de simulation destiné à la fabrication des dispositifs à semi-conducteurs. Il appartient à la famille des logiciels TCAD.

## Historique
Archimedes est un logiciel libre développé et maintenu pour le projet GNU par Jean Michel Sellier. La première version est réalisée en 2005 selon les termes de la licence publique générale GNU, l’année où l’auteur est diplômé en physique mathématique à l’université de Catane. Il annonce en mai 2012 que le paquet GNU Archimedes se substituera au paquet logiciel GNU Aeneas, faisant ainsi d’Archimedes le logiciel de simulation Monte Carlo du projet GNU.

## Interface graphique
Une interface graphique pour Archimedes est hébergée par la cyberinfrastructure nanoHUB (en).